# Harlan Lane
Harlan Lane é um professor universitário de psicologia na Northeastern University, em Boston, Massachusetts, nos Estados Unidos da América. É especialista na pesquisa sobre a cultura surda e língua gestual. Em 1991, o professor Lane recebeu um prémio da John D. and Catherine T. MacArthur Foundation. Tornou-se um orador controverso pela comunidade surda e crítico dos implantes cocleares.
Dr. Lane tirou o bacharelato e mestrado em psicologia na Columbia University e o doutoramento, na mesma área, na Harvard University, onde foi aluno de B. F. Skinner. Possui também um doutoramento em linguística, da Universidade de Paris.
É um Comendador da Ordem das Palmes Académiques, o mais alto nível de honra académica atribuído pelo governo francês.

## Livros Publicados
- Looking Back - Hardcover ISBN 3-927731-32-3, Editora - Gallaudet University Press
- The Deaf Experience: Classics in Language and Education - Hardcover ISBN 0-674-19460-8, Editora - Harvard University Press
- The Mask Of Benevolence: Disabling the Deaf Community - Hardcover ISBN 0-679-40462-7, Publisher Knopf - Paperback ISBN 1-58121-009-4, Editora - Dawnsign Press
- The Wild Boy of Aveyron - (Hardcover ISBN 0-674-95282-0 & Paperback ISBN 0-674-95300-2) Editora - Harvard University [3]
- When the Mind Hears - (Hardcover ISBN 0-394-50878-5, Editora - Random House // Paperback ISBN 0-679-72023-5, Editora - Vintage) (Download Chapter 1, "My New Family": http://saveourdeafschools.org/when_the_mind_hears_chapter_1.pdf)[3]

É o autor, em parceria com Ben Bahan e Robert Hoffmeister, de A Journey into the Deaf World (1996, ISBN 0-915035-63-4). *A Journey into the Deaf-World - (Hardcover ISBN 0-915035-62-6 & Paperback ISBN 0-915035-63-4) Editora - Dawnsign Press
É o autor,em parceria com Christian Wayser, de Make every minute count: More than 700 Tips and Strategies That Will Revolutionize How You Manage Your Time (2000, ISBN 1-56924-613-0). Editora - New York : Marlowe & Co

## Ligações Externas
- Homepage de Harlan Lane's na Northeastern University